# Stephen Collins
Stephen Collins (født 1. oktober 1947 i Des Moines, Iowa, USA) er en amerikansk skuespiller. Han er måske mest kendt for sin rolle som Eric Camden i tv-serien I den 7. himmel. Han optrådte også i storfilmen Blood Diamond hvor han havde rollen som Ambassadør Walker.

## Udvalgt filmografi
- Alle præsidentens mænd (1976) – Hugh W. Sloan, Jr.
- Star Trek (1979) – Willard Decker
- Spionen der kom ind på skærmen (1986) – Marty Phillips
- Blood Diamond (2006) – Ambassadør Walker

### Tv-serier
- I den 7. himmel (1996–2007) – Eric Camden